# Brutti, sporchi e cattivi
Brutti, sporchi e cattivi è un film del 1976 diretto da Ettore Scola e interpretato da Nino Manfredi.
Al centro del film sono la periferia romana dei primi anni settanta e le sue baraccopoli, raccontate impietosamente con tutte le loro miserie, morali e materiali.
Il film fu vincitore del premio per la miglior regia al 29º Festival di Cannes.

## Trama
Periferia di Roma, metà anni settanta: la vita quotidiana di una famiglia di circa venticinque persone si svolge nella povertà di una baraccopoli. A capo di tutti c'è il vecchio Giacinto Mazzatella: pugliese (di cui conserva il dialetto), guercio e dispotico, che tratta i suoi familiari come bestie.
Come ogni giorno, la famiglia lentamente si sveglia per andare a guadagnare qualche soldo, che solo pochi guadagnano in attività oneste. Festa grande per tutta la famiglia è il giorno della pensione della nonna: vanno tutti insieme a ritirarla, come una tribù, ma dopo aver ritirato il denaro e averlo diviso fra tutti i componenti della famiglia, ognuno si avvia per la propria strada, lasciando l'anziana sola con i bambini, che hanno il compito di riportarla a casa.
Giacinto possiede un milione di lire, risarcimento dell'assicurazione per aver perso un occhio a causa di un getto di calce viva. L'uomo conserva gelosamente questo denaro ed è ossessionato dal fatto che i parenti glielo possano rubare, per cui lo nasconde continuamente in luoghi diversi. Una notte, in preda a un incubo in cui vede i suoi parenti spendere il suo denaro, si sveglia di soprassalto e va a controllare il nascondiglio dei soldi, però non trovandoli. Inferocito, sveglia tutta la famiglia e inizia a cercare il milione sotto i materassi; non essendo ancora riuscito a trovarli, afferra la doppietta che tiene sempre carica e minaccia di morte tutti i presenti se non gli restituiranno subito il denaro. Uno dei figli non dà peso alle minacce e si volta per andarsene, ma il vecchio Giacinto gli spara senza esitare, ferendolo a una spalla. Portato in questura si ricorda all'improvviso che il denaro non lo aveva trovato perché si trovava in un altro nascondiglio segreto. Al ritorno presso l'abitazione trova tutti i famigliari intenti alla ricerca del denaro, questi infatti avevano intuito lo sbaglio e, approfittando dell'assenza di Giacinto, si erano attivati per recuperare la somma, senza riuscirci. Appena giunto, questi si reca al gabinetto, recuperando la somma, tra le ire dei figli che lo avevano ispezionato senza trovare nulla.
Giacinto incontra una grassa prostituta napoletana, Iside, della quale si innamora. Con lei inizia quindi a dilapidare i soldi, e decide di portarla in casa, attirandosi le ire della moglie, quando le dice che dovranno dormire tutti insieme nello stesso letto. Questa, per lavare l'affronto, organizza l'assassinio di Giacinto con tutti i parenti, sua madre compresa. Il piano è semplice: sarà avvelenato alla festa di battesimo di uno dei suoi nipoti, il figlio di Paride. Alla presenza di tutti i figli e nipoti, compresa Iside, Giacinto mangia un'enorme porzione di pasta con le melanzane, condita con veleno per topi, ma improvvisamente si rende conto della cosa e scappa dal banchetto. Riesce a salvarsi vomitando, usando la pompa di una bicicletta per spingersi in gola acqua di mare.
Tornato in forma, per vendicarsi, decide di far fare a loro la fine dei topi, tentando di incendiare la baracca con all'interno i familiari, senza riuscirci. Vendendola poi per 800 000 lire a un altro sfollato, che si presenta con la propria numerosa famiglia per prenderne possesso. La famiglia Mazzatella non sa nulla di ciò ed è contraria alla vendita, scoppia dunque una rissa tra le due famiglie. Nel frattempo sopraggiunge Giacinto con un'auto cabriolet, acquistata con i soldi della vendita della baracca, ma essendo inesperto della guida si schianta in un muro dell'abitazione, distruggendola e rimanendo ferito.
Alla fine le due famiglie restano riunite nella baracca rimessa a posto, ma i propositi di Giacinto sono sempre gli stessi: cacciare tutti via dopo aver recuperato i soldi, che confida a Iside essere al sicuro, nascosti nella gessatura del braccio.
Il film si chiude con una delle nipoti di Giacinto, Maria Libera, che, come tutte le mattine, va a prendere l'acqua alla fontana, stavolta, però, mettendo in mostra la sua gravidanza: le famiglie sono destinate ad allargarsi ulteriormente.

## Produzione

Nino Manfredi (Giacinto Mazzatella)

Il film è girato quasi completamente a Roma, nella zona di Monte Ciocci, dal nome del casale di Ciocci, Torre di guardia, esattamente dopo la Scuola Agraria di via Domizia Lucilla; da qui il panorama che si affaccia sulla Cupola di San Pietro e l'Olimpica. La zona era stata, fino al 1977, veramente occupata da baracche piene di sbandati e di operai che lavoravano presso i cantieri di via Baldo degli Ubaldi e via di Boccea.

## Accoglienza

### Incassi
Il film risultò il 30° incasso al botteghino italiano della stagione 1976-77.

### Critica
La critica è concorde nel riconoscere la grande interpretazione di Nino Manfredi, che ha saputo delineare il personaggio di Giacinto "con straordinaria misura e sottigliezza".
Scrive Alberto Moravia nella recensione all'uscita del film: «[…] In questo notevole film, l'insistenza sui particolari fisici laidi e ripugnanti potrebbe addirittura far parlare di un nuovo estetismo in accordo coi tempi, che viene ad aggiungersi ai tanti già defunti: quello del "brutto», dello "sporco" e del "cattivo". Comunque siamo in un clima piuttosto di contemplazione apatica che di intervento drammatico».